# 中村和恵
中村 和恵（なかむら かずえ、1966年3月25日 - ）は、比較文学者、英語圏文学者、詩人、エッセイスト。明治大学教授。ポストコロニアリズムの研究が専門。別筆名・中村たまら。

## 人物
父親はロシア文学者の中村健之介。父の故郷である新潟県三条市で生まれ、東京都、北海道で育つ。
北海道札幌北高等学校を経て、1989年お茶の水女子大学英文科卒。在学中に新潮学生小説コンクールに入選、受賞作「Ｅ」が掲載される。
1991年東京大学総合文化研究科比較文学比較文化専攻修士課程修了、1993年同博士課程中退、91年シドニー大学専任講師、93年帝塚山学院大学専任講師。
1998年成城大学専任講師、2001年明治大学法学部専任講師（英語文学）、2003年助教授、2007年准教授、2010年教授。2011-14年国際日本文化研究センター客員教授。
2014年『日本語に生まれて―世界の本屋さんで考えた』で第1回鉄犬ヘテロトピア文学賞受賞。

## 著書
- 『トカゲのラザロ』紫陽社 1996
- 『キミハドコニイルノ』彩流社 1998
- 『降ります さよならオンナの宿題』平凡社 2001
- 『地上の飯　皿めぐり航海記』平凡社、2012
- 『日本語に生まれて―世界の本屋さんで考えた』岩波書店 2013
- 『天気予報』紫陽社 2014
- 『ドレス・アフター・ドレス　クローゼットから始まる冒険』平凡社、2014

### 共編著
- 『世界中のアフリカへ行こう－＜旅する文化＞のガイドブック』岩波書店、2009
- 『引き裂かれた世界の文学案内 境界から響く声たち』都甲幸治著,温又柔,くぼたのぞみ,岸本佐知子対談. 大修館書店, 2020.9

### 翻訳
- アール・ラヴレイス『ドラゴンは踊れない』みすず書房、2009
- トレイシー・K・スミス『LIFE ON MARS 火星の生命』平凡社、2013
- ジャッキー・ケイ『トランペット』岩波書店、2016年

## 単行本未収録小説
- 「E」新潮、1988年5月
- 「内陸へ」新潮、1988年12月
- 「海の時計」（中村たまら）すばる 2019-09
- 「ワンタンエイ」（中村たまら）すばる 2020-09

## 参考
- 明治大学